# Động vật di cư

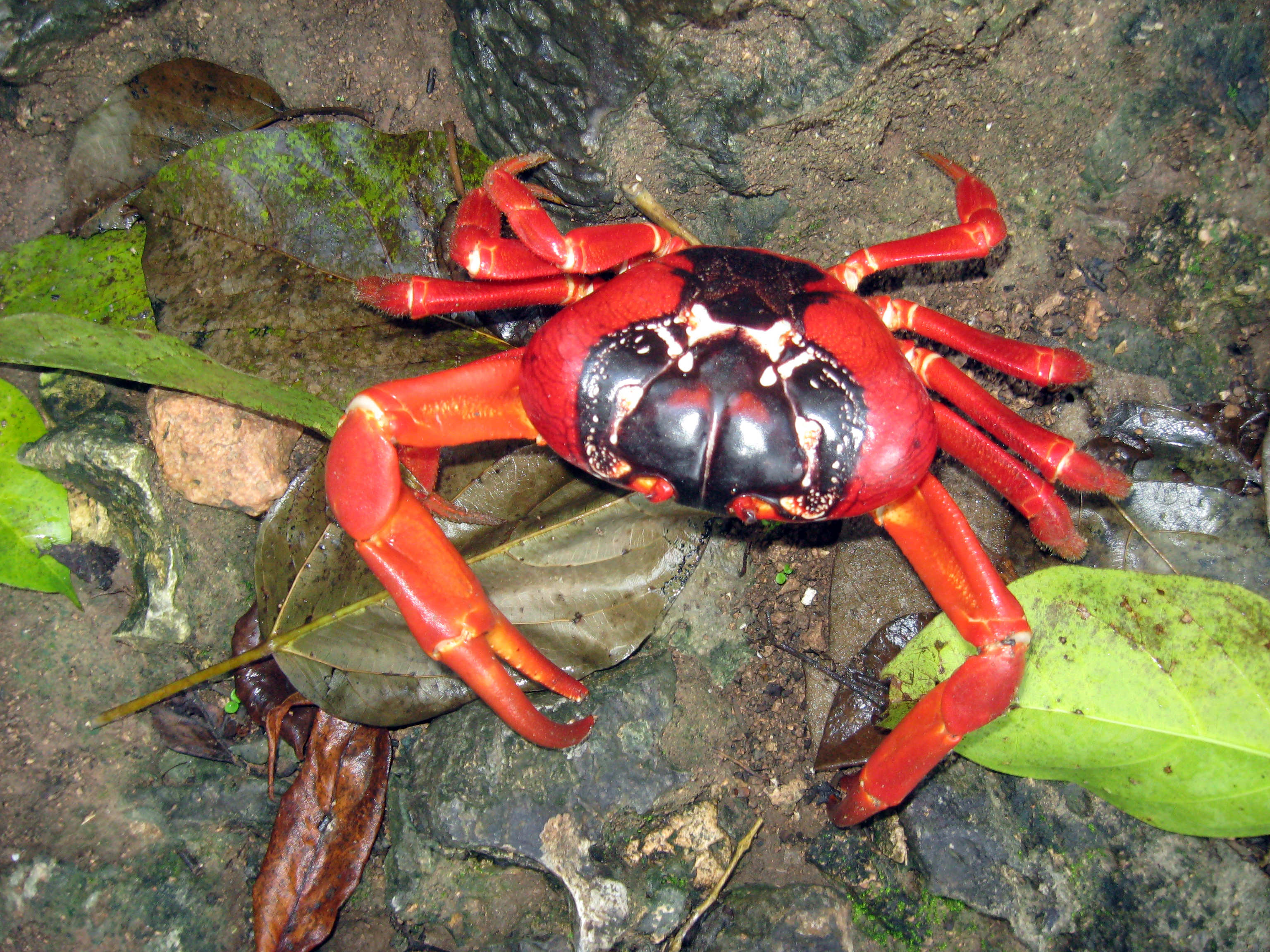
Một con cua đỏ đảo giáng sinh là loài thường xuyên di cư

Động vật di cư hay sự di cư của động vật là sự di chuyển với khoảng cách tương đối xa của các cá thể động vật, thông thường theo mùa vụ. Sự di cư của động vật được tìm thấy trong tất cả các nhóm động vật lớn, bao gồm các loài chim, động vật có vú, cá, bò sát, lưỡng cư, côn trùng, và giáp xác. Các giống loài động vật di cư được gọi là loài di cư là loài động vật có toàn bộ hoặc một phần quần thể di chuyển thường xuyên, định kỳ hoặc theo mùa từ khu vực địa lý này đến khu vực địa lý khác.

## Tổng quan
Di cư có thể có nhiều hình thức rất khác nhau ở các loài khác nhau, và như vậy không có định nghĩa được chấp nhận đơn giản của việc di cư, thông thường nó phải hàm chứa sự lâu đời, sự di dời của các cá thể trên một quy mô lớn hơn (cả về không gian và thời điểm) so với các hoạt động hàng ngày bình thường, di chuyển theo mùa của một dân số giữa hai khu vực.
Di cư có thể là bắt buộc, có nghĩa là cá thể tự động phải di chuyển, hoặc tuỳ ý, có nghĩa là cá thể có thể chọn di chuyển hay không. Trong vòng một loài di cư hoặc thậm chí trong một số duy nhất, thường xuyên không phải tất cả các cá thể di chuyển. Di cư toàn bộ là khi tất cả các cá thể đều ra đi, di cư một phần là khi một số cá thể di chuyển trong khi những cá thể khác thì không, và di cư khác biệt là khi sự khác biệt giữa các cá thể di cư và không di cư dựa trên tuổi tác hay giới tính.